# Ian Nelson (Schauspieler, 1995)
Ian Nelson (* 10. April 1995) ist ein US-amerikanischer Schauspieler.

## Leben
Ian Nelson ist der Sohn von Mark und Janie Nelson und hat drei Geschwister. Er ist ein ausgebildeter Sänger, Tänzer und Schauspieler. Er besuchte 2011 und 2012 die Forsyth Country Day School in Lewisville, North Carolina.

## Filmografie (Auswahl)

### Filme
- 2012: Die Tribute von Panem – The Hunger Games (The Hunger Games)
- 2013: Alone Yet Not Alone
- 2014: Medeas
- 2014: Der Richter – Recht oder Ehre (The Judge)
- 2014: The Best of Me – Mein Weg zu dir (The Best of Me)
- 2015: The Boy Next Door
- 2019: Summer Night

### Fernsehserien
- 2013–2014: Teen Wolf (3 Episoden)
- 2014: Criminal Minds (Episode 10x07)
- 2015: Legends (Episode 2x03)
- 2017: Law & Order: Special Victims Unit (Episode 18x09)